# بخش باره‌بنکی
بخش باره‌بنکی (به انگلیسی: Barabanki district) یک بخش در هند است که در اوتار پرادش واقع شده‌است. بخش باره‌بنکی ۳٬۲۶۰٬۶۹۹ نفر جمعیت دارد.